# Аладар Сабо
Аладар Сабо (порт. Aladar Szabo, 15 березня 1933 — 12 жовтня 1982) — бразильський ватерполіст.
Учасник Олімпійських Ігор 1964 року.